# Antiblemma juruana
Antiblemma juruana är en fjärilsart som beskrevs av Butler 1879. Antiblemma juruana ingår i släktet Antiblemma och familjen nattflyn. Inga underarter finns listade i Catalogue of Life.